# Willem Eben
Willem Eben (Dilsen, 10 januari 1853 - ?) was een Belgisch onderwijzer. Hij studeerde aan de Katholieke Universiteit Leuven, werd doctor in natuurkundige wetenschappen en was van 1877 tot 1889 onderwijzer te Winksele-Delle (Brabant). Hij schreef het eerste vulgariserende werk in het Nederlands over de weekdieren van de Belgische fauna en was lid van de Société Royale de Malacologie de Belgique.

## Werken
- Afrika. De Slavenhandel, Leuven 1878
- De Slavenhandel en de Internationale maatschappij ter beschaving en verkenning van Afrika, Leuven 1883
- De Mensch, de Dieren, de Planten, de Mineralen, en de eerste beginselen der scheikunde, Leuven 1883
- De Weekdieren van België, J. Vuylsteke, Gent, 1884, 116 pp.